# Лихте
Лихте (њем. Lichte) општина је у њемачкој савезној држави Тирингија. Једно је од 39 општинских средишта округа Залфелд-Рудолштат. Према процјени из 2010. у општини је живјело 1.681 становника. Посједује регионалну шифру (AGS) 16073049.

## Географски и демографски подаци
Лихте се налази у савезној држави Тирингија у округу Залфелд-Рудолштат. Општина се налази на надморској висини од 580 метара. Површина општине износи 19,4 km². У самом мјесту је, према процјени из 2010. године, живјело 1.681 становника. Просјечна густина становништва износи 87 становника/km².